# Zahna-Elster
Zahna-Elster är en tysk stad i distriktet (Landkreis) Wittenberg i förbundslandet Sachsen-Anhalt. Kommunen bildas den 1 januari 2011 genom en sammanslagning av nio kommuner som blev är orter (Ortschaften) i den nya staden. Orterna har i sin tur har upp till fem ortsdelar (Ortsteil). I kommunens södra del mynnar floden Schwarze Elster i Elbe.

## Orter
- Dietrichsdorf (med Dietrichsdorf, Külso)
- Elster (Elbe) (med Elster, Gielsdorf, Iserbegka, Meltendorf)
- Gadegast
- Listerfehrda
- Leetza (med Leetza, Raßdorf, Zallmsdorf)
- Mühlanger (med Mühlanger, Gallin)
- Zahna (med ortsdelar Zahna, Bülzig, Klebitz, Rahnsdorf, Woltersdorf)
- Zemnick
- Zörnigall

## Historia
Redan 2000 f.Kr. hade germaner ett samhälle i området där huvudorten Zahna idag ligger. Under 600-talet övertogs regionen av slaver som fördrevs under 1200-talet av flamländska folkgrupper. 1326 betecknas orten i en urkund som stad (civitas). Den hade en ringmur med två stadsportar. På grund av flera stadsbränder, översvämningar och epidemier växte staden bara obetydlig. Utanför stadsmurarna fanns en stiftskyrka och en herrgård som tillhörde en riddare. Under 1800-talet tillkom järnvägen och några fabriker.

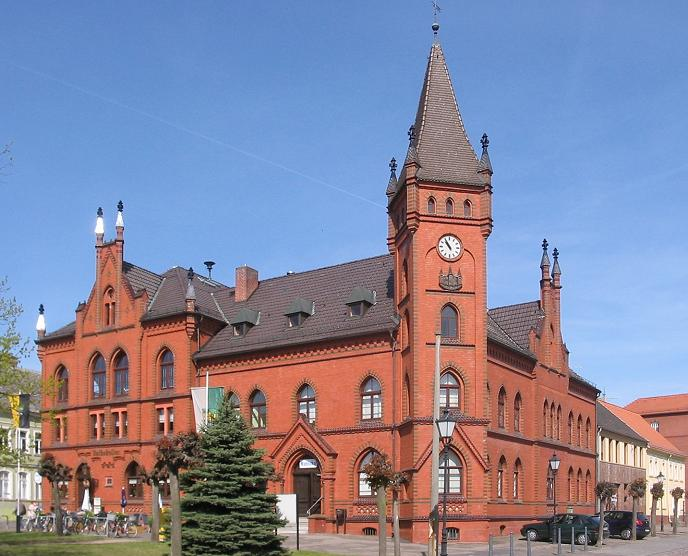
Rådhuset från 1897
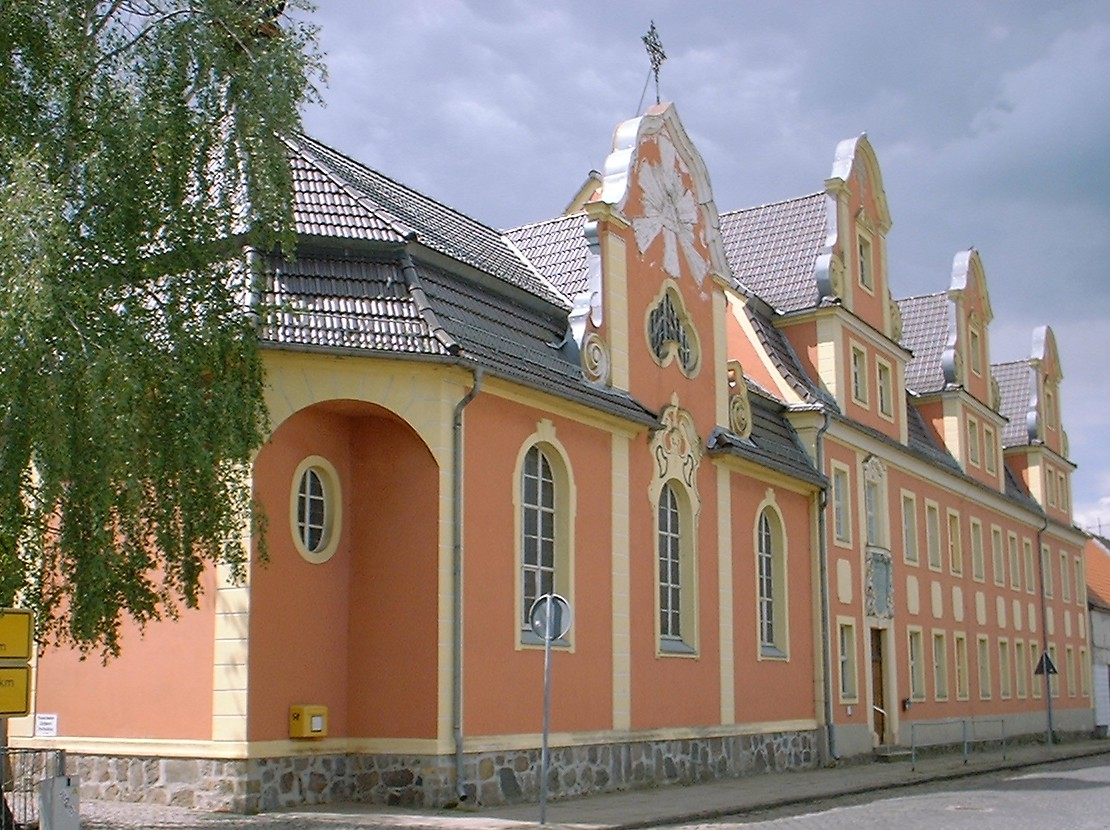
Stiftskyrkan
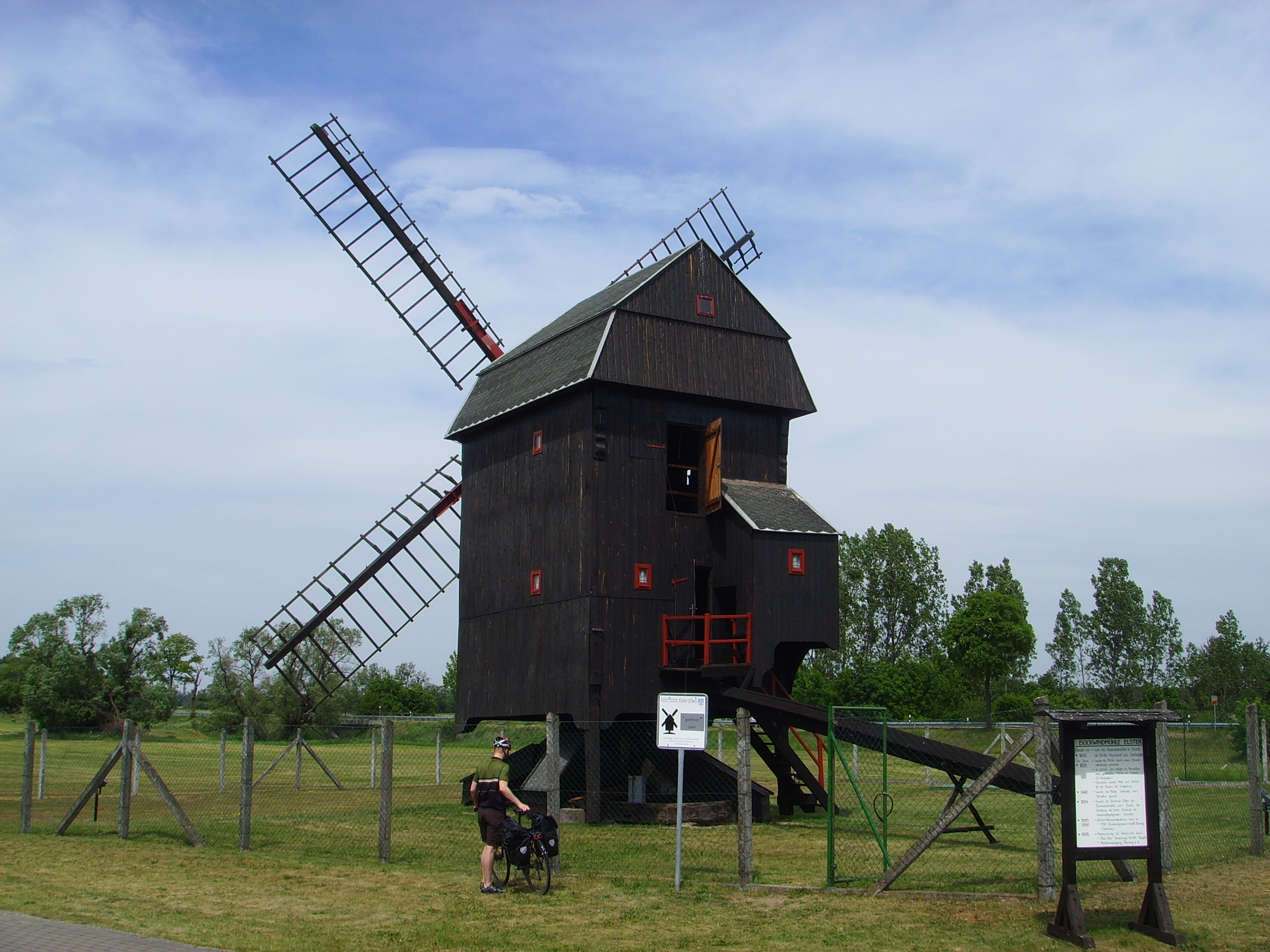
Väderkvar i Iserbegka
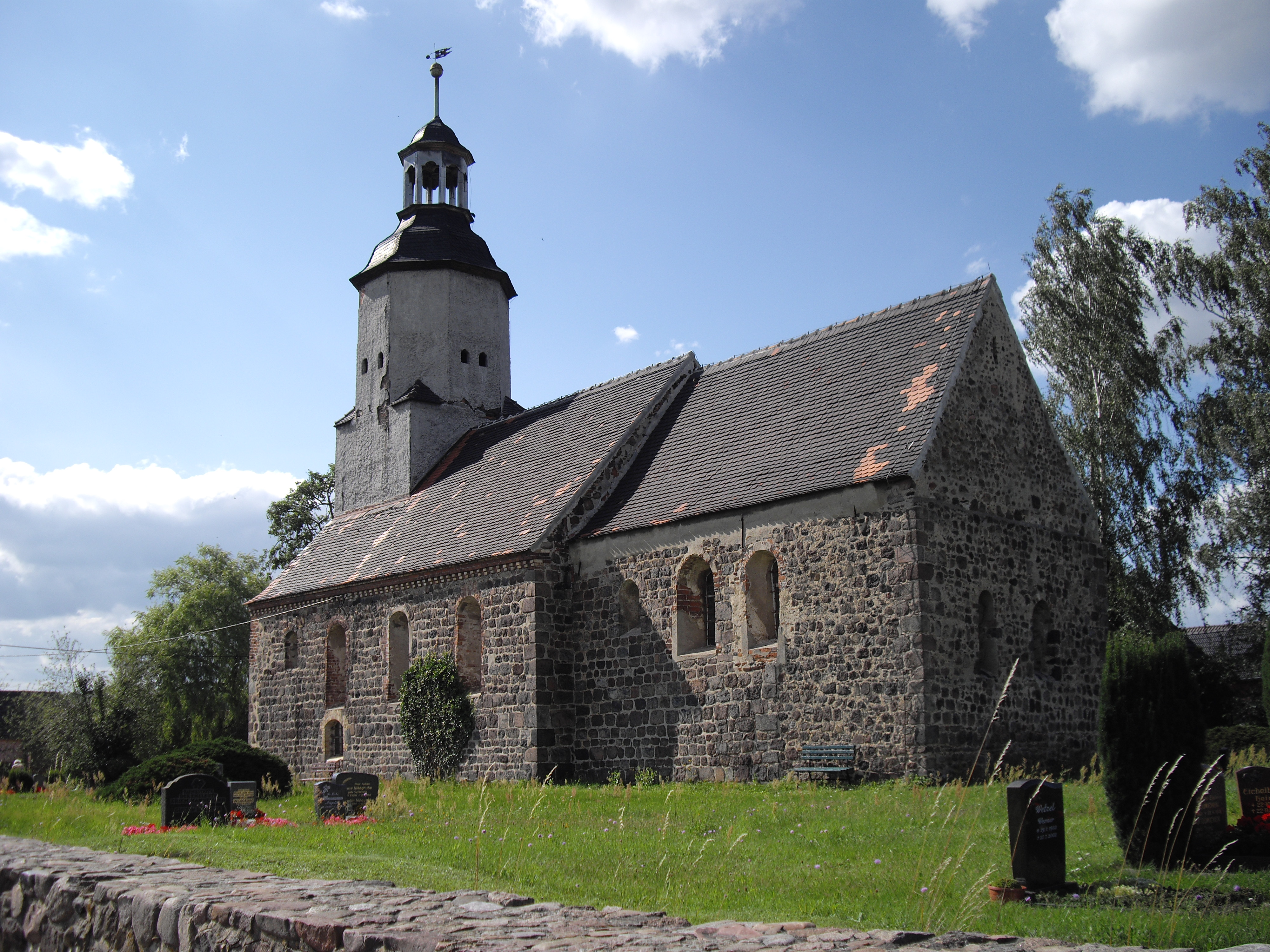
Kyrkan i Rahnsdorf